# ممو کاروتنوتو
ممو کاروتنوتو (ایتالیایی: Memmo Carotenuto؛ ‏ ۲۴ ژوئیهٔ ۱۹۰۸ – ۲۳ دسامبر ۱۹۸۰) بازیگر اهل ایتالیا بود. 
از فیلم‌هایی که وی در آن نقش داشته است، می‌توان به راز لباس سرخ، دزد دوچرخه، اومبرتو دی، زیبا اما فقیر، آدم‌های ناشناس، وداع با اسلحه، آدم و حوا، دو همسری، حیف که او بدذات است، دن کامیلو و عالی‌جناب پپونه و پاهای طلایی اشاره کرد. 
کاروتنوتو در سال ۱۹۵۶ برنده جایزه انجمن ملی فیلم ایتالیا بهترین بازیگر نقش مکمل مرد شده است.